# 노원중학교
노원중학교(蘆原中學校)는 대한민국 서울특별시 노원구 상계동에 위치한 공립 중학교이다.

## 학교 연혁
- 1988년 12월 24일 : 노원중학교 설립 인가(36학급)
- 1989년 3월 5일 : 제1회 입학식
- 1992년 2월 13일 : 제1회 졸업식
- 2002년 1월 27일 : 정보관 개관
- 2010년 10월 1일 : 한마음 체육관 개관
- 2021년 9월 1일 : 제12대 임미영 교장 취임
- 2023년 1월 2일 : 제32회 졸업식(156명, 총 12,331명)
- 2023년 3월 2일 : 제35회 입학식(157명)
- 2025년 3월 1일: 제13대 홍기남 교장 취임

## 참고 자료
- 노원중학교 - 한국교육학술정보원 학교알리미